# Albert Albesa
Albert Albesa Gasulla (Gavá, Barcelona, España, 6 de marzo de 1965) es un exfutbolista español que se desempeñaba como defensa.

## Trayectoria
Tras iniciarse en el fútbol en la cantera del C.F. Gavà de su localidad natal fue captado por la cantera del F. C. Barcelona. En la temporada 1983-1984, de la mano de José Luis Romero Robledo, debutó en 2ª División en la victoria 2-0 del F. C. Barcelona "B" sobre el Rayo Vallecano de Madrid. Permaneció en el filial blaugrana durante las siguientes 5 temporadas.
Tras un breve paso por el Real Valladolid C.F. (1ª División), regresó a Barcelona para fichar por el R.C.D. Español (2.ª), consiguiendo dos ascenso a 1ª División (89-90 y 93-94) en las 5 temporadas que jugó en el Estadio de Sarriá. Tiene un lugar importante en la historia del club perico al anotar el penalti decisivo para el ascenso frente al Club Deportivo Málaga en la temporada 89-90. En junio de 2015 se hizo público que el nombre de la puerta 90 del nuevo estadio espanyolista, el RCDE Stadium, llevaría el nombre de Albesa.
En la temporada 1994-1995 jugó por segunda vez en el Real Valladolid C.F. (1ª División) descendiendo deportivamente, pero salvándose gracias a la creación de la Liga de 22. Tras no contar en los planes de la entidad vallisoletana fichó por el Deportivo Alavés (1995-1996), junto a su compañero Pablo Gómez.
Su última etapa fue en las filas del C.F. Gavà (2ªB), donde jugó entre las temporadas 1996-1997 y 1998-1999. Tras el descenso del equipo a 3.ª colgó las botas.

## Clubes
| Club                  | País   | Año       |
| --------------------- | ------ | --------- |
| F. C. Barcelona "B"   | España | 1983-1988 |
| Real Valladolid C. F. | España | 1988-1989 |
| R. C. D. Espanyol     | España | 1989-1994 |
| Real Valladolid C.F.  | España | 1994-1995 |
| Deportivo Alavés      | España | 1995-1996 |
| C.F. Gavà             | España | 1996-1999 |